# Pirascca pluto
Pirascca pluto is een vlindersoort uit de familie van de prachtvlinders (Riodinidae), onderfamilie Riodininae.
Pirascca pluto werd in 1911 beschreven door Stichel.